# Пам'ятник Володимирові Івасюку (Львів)
Пам'ятник Володимирові Івасюку у Львові — пам'ятник, що встановлений на проспекті Шевченка у Львові 20 грудня 2011 року.

## Планування
Ідею щодо створення пам'ятника композиторові Володимиру Івасюку подав музикант Святослав Вакарчук у 2006 році під час святкування 750-річчя міста Львова. Восени того ж року міський голова Львова Андрій Садовий створив організаційний комітет зі спорудження пам'ятника. Оргкомітет звернувся до львівських митців — заступника голови Львівського відділення Спілки архітекторів України Михайла Ягольника та скульптора Сергія Олешка, з проханням розробити концепцію майбутнього пам'ятника композиторові.
6 серпня 2010 року було затверджено проект, а 15 липня 2011 року виконавчий комітет Львівської міської ради затвердив вимоги щодо встановлення пам'ятника.

## Деталі

Пам'ятник Володимиру Івасюкові встановлено на проспекті Шевченка 7/9 (по дорозі від філармонії до консерваторії), його гранична висота становить 3,5 метрів. Пісняр одягнений у сорочку та штани, а також у кептар. Твір виготовлено з бронзи, а постамент та мощення із граніту. Мінімальні відступи від суміжних будівель — 6 метрів. У часі його встановлення буде відновлено та відреставровано фасади прилеглої забудови.
Скульптор — Сергій Олешко (автор, зокрема пам'ятників художнику Іванові Трушу, літературному персонажу — Швейку, лемківському художнику Никифорові Дровняку); архітектор — Михайло Ягольник.
Усю проектну роботу профінансував Святослав Вакарчук, він також оплатив спорудження пам'ятника. Вартість робіт — 360 тисяч гривень. Облаштування фундаменту під пам'ятник та навколишньої території взяла на себе міська рада. 174 тисяч гривень з бюджету міста Львова було виділено на благоустрій території біля пам'ятника..

## Відкриття
У вівторок, 20 грудня 2011 року пройшла  церемонія відкриття пам'ятника. Участь у церемонії відкриття монументу, зокрема, взяли ініціатор зведення пам'ятника, музикант Святослав Вакарчук та родичі Івасюка. Перед зняттям білого простирадла з пам’ятника Святослав Вакарчук виступив з вітальним словом, також коротку промову мав мер міста. Також пам’ятник освятили і поклали до нього свічки та квіти. Присутні на відкритті люди заспівали разом пісню «Червона рута».